# قصر بيير
قصر بيير هو قصر صحراوي، : انشئه الأمير الوليد بن يزيد عام 743 للميلاد. أسس في الصحراء الأردنية ودمر عام 1931.

## التاريخ
في عام 743 وفي العصر الأموي، قام الخليفة الوليد الثاني بالأمر في بناء القصر عند ما نطلق عليه اليوم اسم البادية الأردنية.
كان يمتد طول البناء إلى 70 متر واستخدم الحجر الرملي الضخم في بناؤه. دمر عام 1931 , واستغلت الحجارة في بناء بؤرة استيطانية للجيش العربي.